# フータン県 (アンザン省)
フータン県（フータンけん、ベトナム語：Huyện Phú Tân / 縣富新?）は、ベトナム社会主義共和国アンザン省の県。面積は314.2km²、人口は221,435人（2009年）である。

## 行政区画
以下の2市鎮16社から構成される。
- フーミー市鎮（Phú Mỹ / 富美）
- チョーヴァム市鎮（Chợ Vàm / 𢄂汛）
- ビンタインドン社（Bình Thạnh Đông / 平盛東）
- ヒエップスオン社（Hiệp Xương / 協昌）
- ホアラック社（Hòa Lạc / 和樂）
- ロンホア社（Long Hòa / 隆和）
- フーアン社（Phú An / 富安）
- フービン社（Phú Bình / 富平）
- フーヒエップ社（Phú Hiệp / 富協）
- フーフン社（Phú Hưng / 富興）
- フーラム社（Phú Lâm / 富林）
- フーロン社（Phú Long / 富隆）
- フータイン社（Phú Thành / 富城）
- フータイン社（Phú Thạnh / 富盛）
- フート社（Phú Thọ / 富壽）
- フーミー社（Phú Xuân / 富春）
- タンホア社（Tân Hòa / 新和）
- タンチュン社（Tân Trung / 新中）